# Achterberg (Belgique)
Pour les articles homonymes, voir Achterberg.
L'Achterberg est une côte proche d'Audenarde, dans les Ardennes flamandes. Elle se trouve sur le versant ouest de l'Edelareberg.

## Cyclisme
Ce mont a figuré quatre fois sur le parcours du Tour des Flandres (1998-2001).
En 1998, il était situé après le Den Ast et le Kattenberg, et était suivi du Molenberg. En 1999 et 2000, la pente était située après le Den Ast, et suivie du Wolvenberg. En 2000, c'était le premier mont de la course, suivi à nouveau par le Wolvenberg. La pente est aussi parfois reprise dans le circuit Het Nieuwsblad.